# ميشيل نيميير
ميشيل نيميير (بالألمانية: Michel Niemeyer)‏ هو لاعب كرة قدم ألماني في مركز الدفاع، ولد في 19 نوفمبر 1995 في زالتسفيدل في ألمانيا. لعب مع آر بي لايبزيغ ونادي ماغديبورغ.

## وصلات خارجية
- ميشيل نيميير على موقع قاعدة بيانات كرة القدم.إي يو (الإنجليزية)
- ميشيل نيميير على موقع Soccerway.com (الإنجليزية)
- ميشيل نيميير على موقع عالم كرة القدم.نت (الإنجليزية)